# Бальчанд
Бальчанд (ок. 1596 — ок. 1640; точные даты жизни неизвестны и в разных источниках могут различаться) — индийский художник-миниатюрист.

## Биография
Жил и создавал свои произведения в Империи Великих Моголов в периоды правления Акбара и Джахангира. На протяжении многих лет был придворным художником, а приблизительно к 1630-м годам стал считаться одним из самых известных и уважаемых живописцев империи, однако о его жизни как таковой сведений практически не сохранилось.

## Работы
Наиболее известными работами Бальчанда являются написанные им портреты обоих падишахов, в правление которых он жил, их сыновей, а также многочисленных представителей могольской знати (например, раджа Саранг Нао, Асаф-хан и многие другие), высоко оценённых теми, кого он изображал, благодаря чему он и снискал себе положение при дворе, равно как и различные сцены придворной жизни. Кроме того, Бальчандом были проиллюстрированы некоторые книги, в том числе «Книга царей» 1610 года издания. Среди учёных существует мнение, что в последние годы своей жизни Бальчанд перешёл в ислам, тогда как ранее придерживался индуистской религии, — этот вывод был сделан на основе анализа двух автопортретов художника, которые он вписал в сцены дарбаров, изображённых на миниатюрах из «Падишах-наме». На одном Бальчанд изобразил себя без бороды в индусской одежде, на другом, более позднем, с бородой и одетым на мусульманский манер.
Сохранившиеся произведения Бальчанда находятся в ряде музеев мира, преимущественно в Англии и Германии.